# رودني جوستين
رودني جوستين (بالإنجليزية: Rodney Heath)‏ هو لاعب كرة قدم أمريكية أمريكي، ولد في 29 أكتوبر 1974 في سينسيناتي في الولايات المتحدة.

## وصلات خارجية
- رودني جوستين على موقع مرجع كرة القدم المحترفة.كوم (الإنجليزية)